# 强至
强至（1022年—1076年），字幾聖，杭州（今屬浙江）人。
仁宗慶曆六年（1046年）丙戌科進士，充泗州司理參軍，歷官浦江、東陽、元城令。英宗治平四年（1067年），韓琦聘爲主管機宜文字，後在韓幕府六年。熙寧五年（1072年），召判戶部勾院、群牧判官。熙寧九年（1076年），遷祠部郎中、三司戶部判官。不久卒。其子强浚明收集其遺文，編《祠部集》四十卷，曾鞏爲之序，已佚。